# テレーゼ・テルメ
テレーゼ・テルメ（イタリア語: Telese Terme）は、イタリア共和国カンパニア州ベネヴェント県にある、人口約7,700人の基礎自治体（コムーネ）。

## 地理

### 位置・広がり
ベネヴェント県のコムーネ。県都ベネヴェントから西北西へ23kmの距離にある。

#### 隣接コムーネ
隣接するコムーネは以下の通り。
- アモロージ
- カステルヴェーネレ
- メリッツァーノ
- サン・サルヴァトーレ・テレジーノ
- ソロパーカ